# Euhybus symmetricus
Euhybus symmetricus är en tvåvingeart som beskrevs av Ale-rocha 2002. Euhybus symmetricus ingår i släktet Euhybus och familjen puckeldansflugor. Inga underarter finns listade i Catalogue of Life.